# Ctenusa pallida
Ctenusa pallida là một loài bướm đêm trong họ Noctuidae.